# Multinacionalna specialna enota
Multinacionalna specialna enota (angleško Multinational Specialized Unit; MSU) je vojaško-policijska enote velikosti polka, ki je v sestavi SFORja.
Slovenska vojska sodeluje tudi v MSU z kontingentom vojaške policije.

## Organizacija
Slovenski kontingent
Septembra 2001 je kontingentu poveljeval major Tomaž Visinski. Oktobra 2001 je v Bosno odpotoval nov kontingent z 49 pripadniki; enota je bila prvič sestavljena iz dveh vodov; kontingent so sestavljali pripadniki 17. BVPja, 10. MOTBja, poveljstva 1. brigade Slovenske vojske, pripadniki 3. OPP in pripadnik obveščevalno-varnostne službe. Kontingent bo opravljal svojo nalogo 6 mesecev. Januarja 2002 je slovenski kontingent pod poveljstvom majorja Šribarja ime dva voda vojaške policije z 4 BOVi, 12 Puchov, kombi in 2 tovornjaka.